# Holland (Familienname)
Holland (auch: Hollander = der Holländer; in Sachsen u. Lausitz spielt das slaw.-wend. Holan, zu hol (gol) für ,kahl', hinein) ist ein Familienname.

## Namensträger

### A
- Agnieszka Holland (* 1948), polnische Filmregisseurin
- André Holland (* 1982), US-amerikanischer Schauspieler
- Anthony Holland (Schauspieler) (1928–1988), US-amerikanischer Schauspieler
- Anthony Holland (Komponist), US-amerikanischer Komponist und Dirigent
- Anthony Holland (Jazzmusiker), US-amerikanischer Jazz-Musiker
- Anthony Henry Holland (1785–1830), kanadischer Geschäftsmann
- Anthony John Holland (1940–2007), US-amerikanischer Drehbuchautor
- Arthur Holland (* 1922), englischer Fußballschiedsrichter
- August Holland (–1902), deutscher Orgelbauer, Sohn von Friedrich Wilhelm Holland
- Augusta Xu-Holland (* 1991), neuseeländische Schauspielerin

### B
- Barbara Holland-Cunz (* 1957), deutsche Politikwissenschaftlerin
- Benedict von Holland OSB (1775–1853), deutscher Priester und Lehrer
- Bill Holland (1907–1984), US-amerikanischer Autorennfahrer
- Brian Holland (* 1941), US-amerikanischer Songwriter und Produzent, siehe Holland–Dozier–Holland

### C
- Carl Holland (1843–1891), deutscher Theaterschauspieler
- Carola Holland (* 1947), deutsche Buchillustratorin
- Cecelia Holland (* 1943), US-amerikanische Schriftstellerin
- Ceri Holland (* 1997), walisische Fußballspielerin
- Charles Holland (Radsportler) (1908–1989), englischer Radrennfahrer
- Charles Holland (Sänger) (1909–1987), US-amerikanischer Sänger (Tenor)
- Charles Hepworth Holland (1923–2019), britischer Geologe und Paläontologe
- Charles R. Holland (* 1946), pensionierter General der US Air Force
- Cherish Holland (* auch Cherish Michael), US-amerikanische Schauspielerin
- Chris Holland (* 1975), englischer Fußballspieler
- Christian Leonhard Holland (1829–1889), Mitglied des Kurhessischen Kommunallandtages
- Constantin Holland (1804–1866), deutscher Komponist, Kapellmeister und Theaterschauspieler
- Cornelius Holland (1783–1870), US-amerikanischer Politiker

### D
- Dave Holland (Bassist) (* 1946), britischer Jazz-Bassist und Komponist
- Dave Holland (Schlagzeuger) (1948–2018), britischer Rock-Schlagzeuger
- Deborah Holland (* 1954), US-amerikanische Singer-Songwriterin
- Deidre Holland (* 1966), niederländische Pornodarstellerin
- Demarcus Holland (* 1994), US-amerikanischer Basketballspieler
- Detlev Holland-Moritz (* 1954), deutscher Schriftsteller
- Dexter Holland (* 1965), US-amerikanischer Punkmusiker
- Diana Holland, britische Gewerkschafterin
- Dietmar Holland (* 1949), deutscher Musikwissenschaftler und -kritiker
- Drew Holland (* 1995), US-amerikanischer Wasserballspieler
- Dutch Holland (1903–1967), US-amerikanischer Baseballspieler

### E
- Eddie Holland (* 1939), US-amerikanischer Songwriter und Produzent, siehe Holland–Dozier–Holland
- Edna Holland (1895–1982), US-amerikanische Schauspielerin
- Edward Holland (Politiker) (1702–1756), britischer Politiker, 1747 bis 1756 Bürgermeister von New York City
- Edward Everett Holland (1861–1941), US-amerikanischer Politiker
- Eleanor Holland, Countess of Salisbury (1386–nach 1413), englische Adlige
- Ellinor Holland (geb. Frenzel; 1928–2010), deutsche Journalistin, Verlegerin und Herausgeberin
- Elmer J. Holland (1894–1968), US-amerikanischer Politiker
- Erik Holland (1933–2020), norwegischer Schauspieler
- Ernst Holland (1898–nach 1943), deutscher Beamter, Nationalsozialist und SS-Mitglied
- Esther Holland-Merten (* 1977), deutsche Theaterleiterin

### F
- Fabian Holland (* 1990), deutscher Fußballspieler
- Florens von Holland († 1210), holländischer Geistlicher
- Frank Holland (1904–1969), US-amerikanischer Eishockeyspieler
- Friedrich Wilhelm Holland (1804–1879), deutscher Orgelbauer, Sohn von Johann Michael Holland
- Friedrich-Wilhelm Holland (1903–1979), deutscher Jurist
- Fritz Holland (1874–1959), norwegischer Architekt und Museumsmann

### G
- Georg Jonathan von Holland (1742–1784), deutscher Philosoph, Mathematiker und Lehrer
- Gerhard Holland (1928–2011), deutscher Mathematikdidaktiker
- Gladys Holland (1923–2017), US-amerikanische Schauspielerin und Synchronsprecherin
- Günter Holland (1923–2006), deutscher Verleger

### H
- Hans Münch-Holland (1899–1971), deutscher Cellist und Hochschullehrer
- Hans-Heinrich Holland (1948–2011), deutscher Politiker, Historiker und Autor
- Heidi Holland (1947–2012), simbabwische Journalistin und Schriftstellerin
- Heinrich Holland (Wirtschaftswissenschaftler) (* 1955), deutscher Wirtschaftswissenschaftler
- Heinrich Adolf Holland (1828–1900), deutscher Architekt
- Heinrich Dieter Holland (1927–2012), deutsch-US-amerikanischer Geochemiker
- Henry Holland, 2. Duke of Exeter (1430–1475), englischer Adeliger
- Henry Holland (Architekt) (1745–1806), englischer Architekt
- Henry Holland, 1. Baronet (1788–1873), britischer Arzt und Reiseschriftsteller
- Henry Holland, 1. Viscount Knutsford (1825–1914), britischer Politiker, Unterhausabgeordneter, Oberhausmitglied und Minister
- Henry Holland (Designer) (* 1983), englischer Designer
- Henry Edmund Holland (auch Harry Holland; 1868–1933), neuseeländischer Gewerkschafter, Journalist und Politiker
- Henry F. Holland (1912–1962), US-amerikanischer Diplomat
- Henry Scott Holland (1847–1918), englischer Priester und Dichter
- Hyacinth Holland (1827–1918), deutscher Literatur- und Kunsthistoriker

### I
- Ingo Holland (1958–2022), deutscher Koch und Unternehmer
- Isabella Holland (* 1992), australische Tennisspielerin

### J
- Jack Holland (1947–2004), irischer Autor und Journalist
- James Holland (Politiker) (1754–1823), US-amerikanischer Politiker
- James Holland (Maler) (1799–1870), britischer Maler und Illustrator
- James Holland (Fußballspieler) (* 1989), australischer Fußballspieler
- James Buchanan Holland (1857–1914), US-amerikanischer Jurist
- James F. Holland (1925–2018), US-amerikanischer Mediziner
- Jason Holland (* 1976), deutsch-kanadischer Eishockeyspieler
- Jeffrey R. Holland (* 1940), US-amerikanischer Repräsentant des Mormonentums
- Jennifer Holland (Autorin), US-amerikanische Journalistin und Autorin
- Jennifer Holland (Schauspielerin) (* 1987), US-amerikanische Schauspielerin
- Jerome Heartwell Holland (1916–1985), US-amerikanischer Soziologe und Diplomat
- Jevon Holland (* 2000), kanadisch-amerikanischer American-Football-Spieler
- Jim Holland (Leichtathlet) (* 1924), US-amerikanischer Weitspringer
- Jim Holland (Skispringer) (* 1967), US-amerikanischer Skispringer
- Jimmie C. Holland (1928–2017), US-amerikanische Psychiaterin und Onkologin
- Joe Holland (* 1964), US-amerikanischer Nordischer Kombinierer
- Johann Holland, deutscher Herold
- Johann Caspar Holland (1747–1834), deutscher Orgelbauer, Gründer der Orgelbauerfamiliendynastie Holland (Orgelbauerfamilie)
- Johann Michael Holland (1778–1842), deutscher Orgelbauer, Sohn von Johann Caspar Holland
- John Holland, 1. Duke of Exeter (um 1352–1400), englischer Adeliger
- John Holland, 1. Duke of Exeter (1395–1447) (1395–1447), englischer Adliger
- John Holland (Kolonialbeamter), britischer Kolonialbeamter in Indien, Hyderabad
- John Holland (Schauspieler) (1908–1993), US-amerikanischer Schauspieler
- John Holland (Leichtathlet) (1926–1990), neuseeländischer Hürdenläufer
- John Holland (Fußballspieler) (* 1953), maltesischer Fußballspieler
- John Holland (Basketballspieler) (* 1988), US-amerikanischer Basketballspieler
- John Henry Holland (Gärtner) (1869–1950), britischer Gärtner und Pflanzensammler
- John H. Holland (1929–2015), US-amerikanischer Informatiker
- John L. Holland (John Lewis Holland; 1919–2008), US-amerikanischer Psychologe, siehe RIASEC
- John Philip Holland (1841–1914), irisch-US-amerikanischer Erfinder
- Jonathan Holland (* 1978), maltesischer Fußballspieler
- Jolie Holland, US-amerikanische Musikerin
- Jools Holland (* 1958), britischer Pianist, Bandleader und Fernsehmoderator
- Josiah Gilbert Holland (1819–1881), US-amerikanischer Schriftsteller
- Justin Holland (1819–1887), amerikanischer Gitarrist, Gitarrenlehrer und Komponist

### K
- Karl Holland (1884–1963), deutscher Politiker (SPD), Bürgermeister und Landrat
- Karl Adolf von Holland (1825–1907), württembergischer Oberamtmann
- Katrin Holland, Pseudonym von Martha Albrand (1910–1981), deutsch-amerikanische Autorin
- Ken Holland (* 1955), kanadischer Eishockeyspieler und -manager
- Kenneth Lamar Holland (1934–2021), US-amerikanischer Politiker
- Kevin Crossley-Holland (* 1941), britischer Schriftsteller im Bereich der Kinder- und Jugendliteratur
- Klaus Hoffmann-Holland (* 1971), deutscher Rechtswissenschaftler und Kriminologe

### L
- Lancelot Holland (1887–1941), britischer Admiral
- Larissa Holland (* 1989), deutsche Fußballspielerin
- Lawrence Holland, US-amerikanischer Spieleentwickler
- Lionel Holland (1865–1935), englischer Politiker
- Lloyd Holland, Pseudonym von Bentley Collingwood Hilliam (1890–1968), englischer Sänger, Songwriter, Komponist und Schauspieler
- Lutz Holland (1934–2012), deutscher Metallbildner und Bildhauer
- Lydia Holland (1909–1982), Pseudonym von Vivyan Leonora Eyles, britische Schriftstellerin

### M
- Mark Holland (* 1974), kanadischer Politiker
- Martin Holland (* 1934), deutscher evangelischer Theologe
- Matt Holland (Schauspieler), kanadischer Schauspieler
- Matt Holland (Fußballspieler) (* 1974), irischer Fußballspieler
- Matt Holland (Wasserballspieler) (* 1989), britischer Wasserballspieler
- Matthew Holland (Fußballtrainer) (* 1988), walisisch-nordirischer Fußballtrainer
- Matthias Holland-Letz (* 1961), deutscher Volkswirt, Journalist und Autor
- Merlin Holland (* 1945), englischer Journalist
- Mike Holland (* 1961), US-amerikanischer Skispringer

### N
- Nancy Holland (* 1942), kanadische Skirennläuferin
- Nate Holland (* 1978), US-amerikanischer Snowboarder
- Nathaniel Dance-Holland (1735–1811), britischer Portraitmaler und Politiker
- Nicky Holland (* 1959), britische Pianistin, Sängerin und Komponistin

### O
- Otho Holland († 1359), englischer Adliger

### P
- Patricia Holland Moritz (* 1967), deutsche Schriftstellerin
- Patrick Holland (Politiker) (um 1934–1986), maltesischer Politiker (PL)
- Patrick Holland (Schriftsteller) (* 1977), australischer Schriftsteller
- Patrick Holland (Eishockeyspieler) (* 1992), kanadischer Eishockeyspieler
- Paul Holland (* 1973), englischer Fußballspieler
- Peanuts Holland (1910–1979), US-amerikanischer Jazztrompeter
- Peter Holland (Fußballspieler) (1898–1963), englischer Fußballspieler
- Peter Holland (Geograph) (Peter George Holland; 1939–2019), neuseeländischer Geograph
- Peter Holland (Journalist), australischer Rundfunkjournalist und Autor
- Peter Holland (Anglist) (* 1951), englischer Anglist
- Peter Holland (Zoologe) (* 1963), britischer Zoologe
- Peter Holland (Snookerspieler), englischer Snookerspieler
- Peter Holland (Eishockeyspieler) (* 1991), kanadischer Eishockeyspieler
- Peter R. Holland, englischer Physiker

### R
- Randy Holland (Sänger) (1943–2011), US-amerikanischer Sänger
- Randy Holland (Pokerspieler) (* 1951), kanadischer Pokerspieler
- Renate Holland (* 1952), deutsche Bodybuilderin
- Renate Holland-Moritz (1935–2017), deutsche Schriftstellerin, Journalistin und Filmkritikerin
- Richard Holland (Dichter) (um 1420–um 1480), schottischer Dichter
- Richard Holland (Altphilologe) (1860–??), deutscher Altphilologe und Lehrer
- Richard Holland (Bankmanager) (1899–1986), deutscher Bankmanager
- Ridge Holland (* 1988), englischer Wrestler und Rugbyspieler
- Robb Holland (* 1967), US-amerikanischer Autorennfahrer
- Robert Holland (1916–1966), deutscher Politiker (SED)
- Ron Holland (Designer) (* 1947), neuseeländischer Designer von Yachten
- Ron Holland (Basketballspieler) (* 2005), US-amerikanischer Basketballspieler
- Rosmarie Holland (* 1935), deutsche evangelische Theologin, Gründerin von Frauenverbänden und Autorin
- Rudolf Holland (1895–1955), Abgeordneter des Provinziallandtages der preußischen Provinz Hessen-Nassau

### S
- Sabeth Holland (Elisabeth Constanze Holland-Rohner; * 1959), Schweizer Malerin und Bildhauerin
- Sean Holland (* 1968), US-amerikanischer Schauspieler
- Sekai Holland (* 1942), simbabwische Politikerin und Ministerin
- Sidney Holland (1893–1961), neuseeländischer Politiker
- Spessard Holland (1892–1971), US-amerikanischer Politiker
- Stephen Holland (* 1958), australischer Schwimmer
- Steve Holland (Drehbuchautor), US-amerikanischer TV-Producer und Drehbuchautor
- Steve Holland (Rennfahrer), britischer Automobilrennfahrer
- Steve Holland (Fußballtrainer) (* 1970), englischer Fußballtrainer
- Steve Holland (Schauspieler) (1925–1997), US-amerikanischer Schauspieler
- Stuart Holland (* 1940), englischer Politiker

### T
- Terry Holland, US-amerikanischer Skeletonpilot
- Theodor Holland (1836–1889), deutscher Lehrer und Ornithologe
- Theodore Holland (1878–1947), englischer Komponist und Musikpädagoge
- Thomas Holland, 1. Earl of Kent (um 1314–1360), englischer Militärkommandeur
- Thomas Holland, 2. Earl of Kent (1350–1397), englischer Adliger und Militärkommandeur
- Thomas Holland (Priester) (1600–1642), englischer Jesuitenpriester und Märtyrer
- Thomas Holland (Bischof) (1908–1999), britischer Geistlicher, Bischof von Salford
- Thomas Holland-Moritz (* 1948), deutscher Musikpädagoge und Hochschullehrer
- Thomas Erskine Holland (1835–1926), britischer Jurist
- Thomas Henry Holland (1868–1947), britischer Geologe und Hochschullehrer
- Thorin Holland (* 2005), deutscher Schauspieler
- Tim Holland (Backgammonspieler) (1931–2010), US-amerikanischer Backgammonspieler und Autor
- Tim Holland (Geologe) (Timothy John Barrington Holland), britischer Geologe und Hochschullehrer
- Tim Holland (Lyriker) (* 1987), deutscher Lyriker
- Todd Holland (* 1961), US-amerikanischer Regisseur
- Tom Holland (Fußballspieler) (1902–1987), englischer Fußballspieler
- Tom Holland (Regisseur) (* 1943), US-amerikanischer Regisseur, Drehbuchautor und Schauspieler
- Tom Holland (Schriftsteller) (* 1968), britischer Schriftsteller
- Tom Holland (Schauspieler) (* 1996), britischer Schauspieler

### U
- Ullrich Holland (1950–2001), deutscher Bildhauer

### V
- Vicky Holland  (* 1986), britische Triathletin
- Vyvyan Holland (1886–1967), englischer Schriftsteller und Übersetzer

### W
- W. S. Holland (1935–2020), US-amerikanischer Schlagzeuger
- Walter Werner Holland (1929–2018), britischer Epidemiologe und Hochschullehrer
- Wau Holland (1951–2001), deutscher Journalist und Computer-Aktivist
- Wilhelm Holland (1884–1968), deutscher Lehrer und Heimatforscher
- Wilhelm Ludwig Holland (1822–1891), deutscher Philologe
- Will Holland, britischer Musiker, DJ und Produzent
- Willa Holland (* 1991), US-amerikanische Schauspielerin
- William Holland (Autor) (1746–1819), englischer Geistlicher und Tagebuchautor
- William Holland (Leichtathlet) (1874–1930), US-amerikanischer Leichtathlet
- William Holland (Asienforscher) (1907–2008), US-amerikanischer Asienforscher
- William Jacob Holland (1848–1932), US-amerikanischer Paläontologe und Zoologe
- Witho Holland (1926–2017), deutscher Politiker (LDPD)